# Taça Brasil de Futsal de 2020
A Taça Brasil de Futsal de 2020 foi a quadragésima oitava edição da Taça Brasil de Futsal, considerada a principal copa da modalidade no país. Foi disputada entre os dias 14 e 21 de fevereiro de 2021 na cidade de Tubarão, Santa Catarina. Contou com a presença de oito clubes de quatro regiões do país.
A competição estava prevista para acontecer em 2020, porém foi adiada diversas vezes devido à pandemia de COVID-19 no Brasil.
Na final, o Minas superou a equipe do Futsal Foz Cataratas por 4-2 e conquistou a competição pela terceira vez.

## Equipes participantes
As seguintes equipes participaram da Taça Brasil de Futsal de 2020:
- ARUC
- Unidos do Alvorada
- AABB
- Foz Cataratas
- Minas
- Juventude AG
- Joaçaba Futsal
- Tubarão

## Fase final
|  | Semifinais    | Semifinais    | Semifinais    |               |       | Final | Final | Final |  |
|  |               |               |               |               |       |       |       |       |  |
|  | Foz Cataratas | Foz Cataratas | 2             |               |       |       |       |       |  |
|  | Foz Cataratas | Foz Cataratas | 2             |               |       |       |       |       |  |
|  | Juventude AG  | Juventude AG  | 1             |               |       |       |       |       |  |
|  | Juventude AG  | Juventude AG  | 1             |               | Minas | Minas | 4     |       |  |
|  |               |               |               |               | Minas | Minas | 4     |       |  |
|  |               |               | Foz Cataratas | Foz Cataratas | 2     |       |       |       |  |
|  | Minas         | Minas         | Foz Cataratas | Foz Cataratas | 2     | 2     |       |       |  |
|  | Minas         | Minas         |               |               |       |       |       |       |  |
|  | Tubarão       | Tubarão       | 1             |               |       |       |       |       |  |

### Final
| 20 de fevereiro | Minas                                        | 4 – 2     | Foz Cataratas              | Arena Tubarão, Tubarão                                         |
| 11:00           | Ferro 3' · Lion 19' · Luiz 28' · Ribeiro 35' | Relatório | Gugu Flores 10' · Kauê 18' | Público: 0 Árbitro: Gean Coelho Telles Felipe de Fábio Ventura |

## Campeão
| Campeão da Taça Brasil de 2020 |
| Minas Gerais                   |
| ------------------------------ |
| Minas Tênis Clube (3º título)  |